# Gobo (Cameroun)
Pour les articles homonymes, voir Gobo.
Gobo est une commune du Cameroun située dans la région de l'Extrême-Nord et le département du Mayo-Danay, à proximité de la frontière avec le Tchad.

## Population
Lors du recensement de 2005, la commune comptait 53 119 habitants, dont 13 747 pour Gobo Ville.

## Structure administrative de la commune
Outre Gobo proprement dit, la commune comprend les villages suivants :
- Baïka
- Bastébé
- Dabana
- Bigui
- Dina
- Dobona
- Djelmé
- Dom
- Dom Aïdi
- Dom Soulkou
- Dom Tchantchès
- Dongo
- Dompya
- Galam
- Gobo Gaïoua
- Gobo I
- Gononda
- Goufga
- Goukka
- Ngarana
- Guimri
- Guimri II
- Guirou
- Hollom Ndogpassou
- Kalak
- Karam
- Karam II
- Kaygue
- Koromba
- Massa Goudaîta
- Massa Yika
- Mislippi
- Mongui Mbassa
- Naykissia
- Nouldayna
- Polgué
- Tchekéta
- Yakréo